# پلزنت ولی (حوزه سرشماری)، نیویورک
پلزنت ولی (به انگلیسی: Pleasant Valley) یک منطقهٔ مسکونی در ایالات متحده آمریکا است که در شهرستان داچس، نیویورک واقع شده‌است. پلزنت ولی ۲٫۴۸ کیلومتر مربع مساحت و ۱٬۱۴۵ نفر جمعیت دارد و ۵۷ متر بالاتر از سطح دریا واقع شده‌است.